# Тит Андроник
Тит Андроник (енгл. Titus Andronicus) је прва трагедија Вилијама Шекспира. Верује се да је написана између 1588. и 1593. године. Одвија се током последњих година Римског царства и прати сукоб римског војсковође Тита Андроника и готске краљице Таморе. Карактерише је темељан опис сцена насиља, због чега је била изузетно популарна у време када је написана, али не и касније, током владавине краљице Викторије. Поновно интересовање за њу се јавило средином двадесетог века, делом захваљујући Лоренсу Оливијеу који ју је спремио за своју европску турнеју.

## Ликови
- Тит Андроник
- Луције
- Квинт
- Марције
- Тамора
- Лавинија
- Марко Андроник
- Публије
- Сатурније
- Емилије